# Portret Adama Rubinowicza

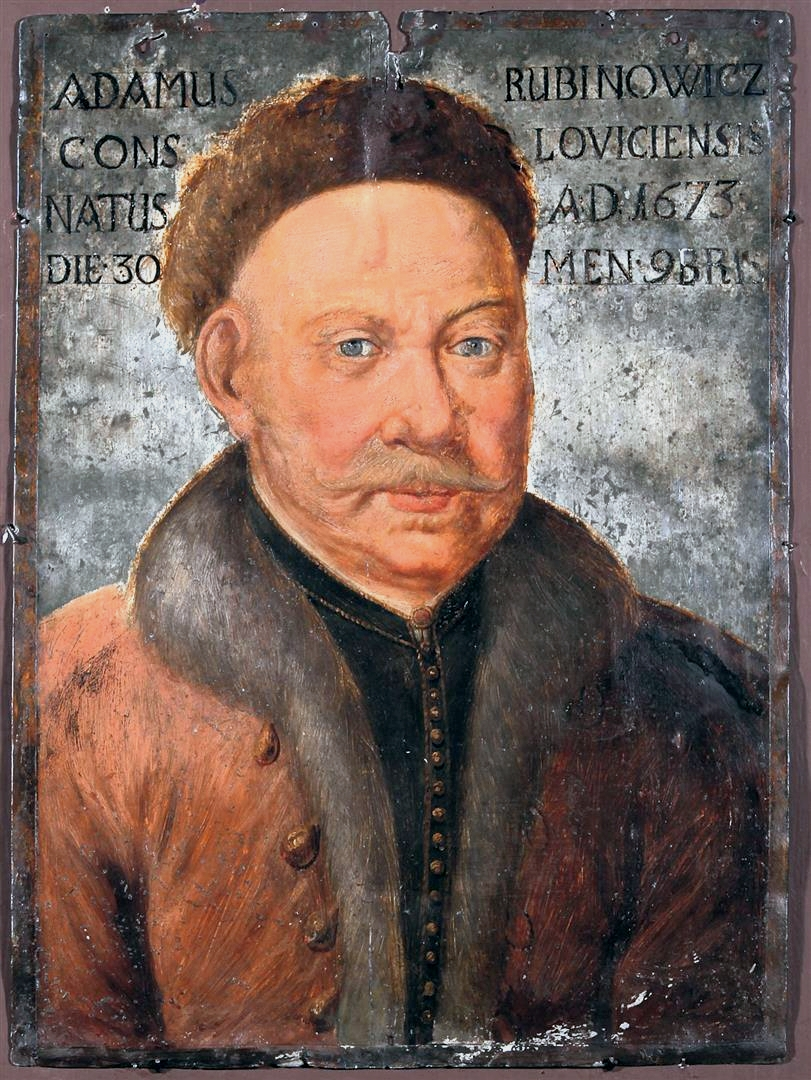
Portret Adama Rubinowicza

Portret Adama Rubinowicza – znajdujący się od roku 1928 w zbiorach Muzeum w Łowiczu portret Adama Rubinowicza (1673–1746), przedstawiciela zamożnej rodziny kupieckiej, członka rady miejskiej.
Portret znajdował się poprzednio w zakrystii kościoła św. Ducha w Łowiczu.
Obraz był prawdopodobnie namalowany za życia rajcy, na blasze cynowej o rozmiarach 50,5 x 37 cm.. 
O portrecie wspominał w 1899 roku  Władysław Tarczyński w publikacji "Łowicz – wiadomości historyczne z dodaniem innych szczegółów –- Wydał na pamiątkę 35-letniego zamieszkania swego w Łowiczu Władysław Tarczyński" Łowicz, Skład główny w księgarni K. Rybackiego 1899. 
Portret został poddany konserwacji.